# حبل الأذن

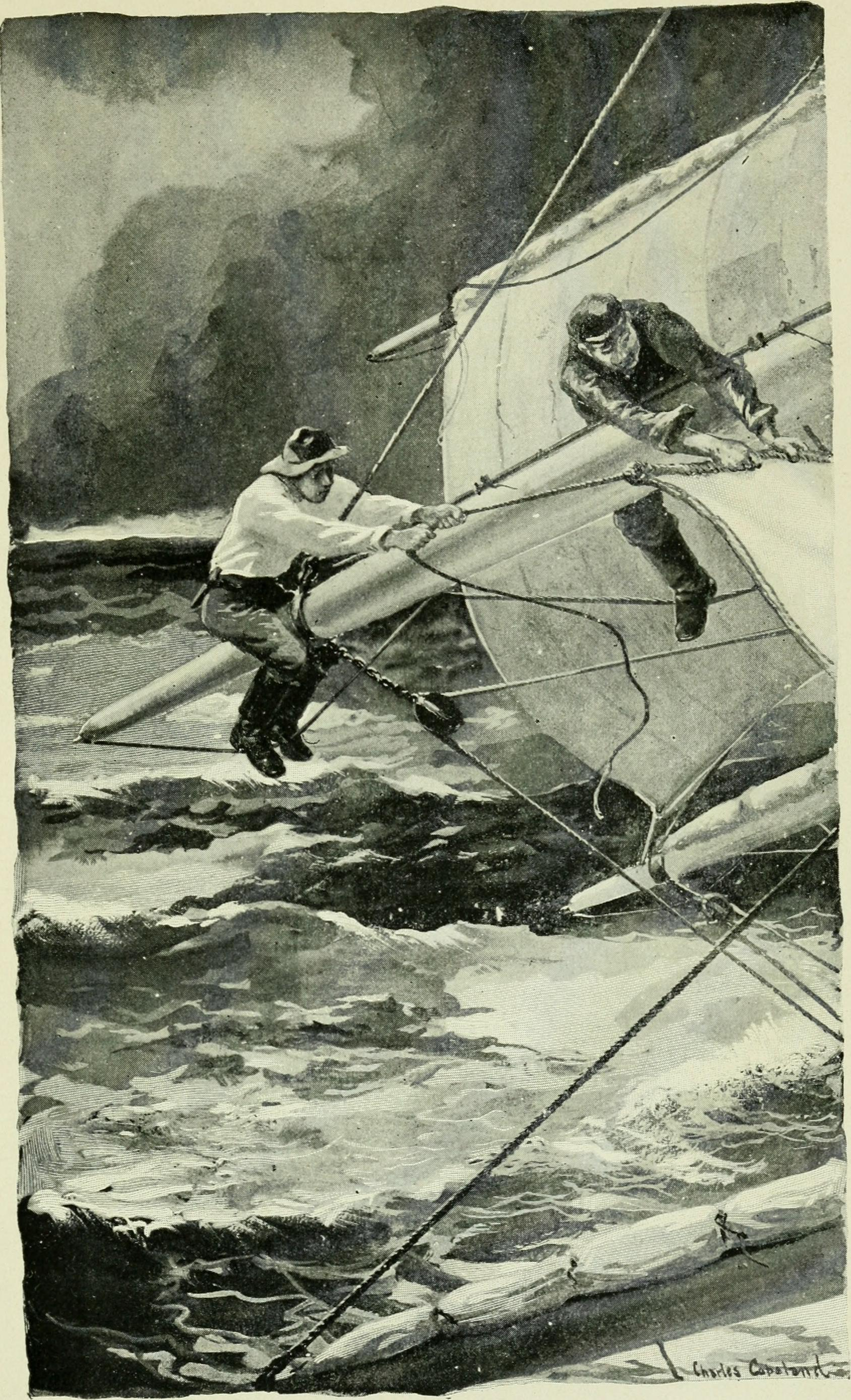
نوبة الساعتين في البحر

حبل الأذن يعني في الملاحة الشراعية حبلًا يستخدم لربط زاوية الشراع بالصاري أو الفناء.